# Église Saint-Jean-Baptiste de Warcq
L'église Saint-Jean-Baptiste est une église située à Warcq, en France, comprenant une partie de style roman et une partie gothique.

## Description
La nef comprend trois travées, flanquées de bas-côtés et se prolongeant en un chœur sur deux travées.

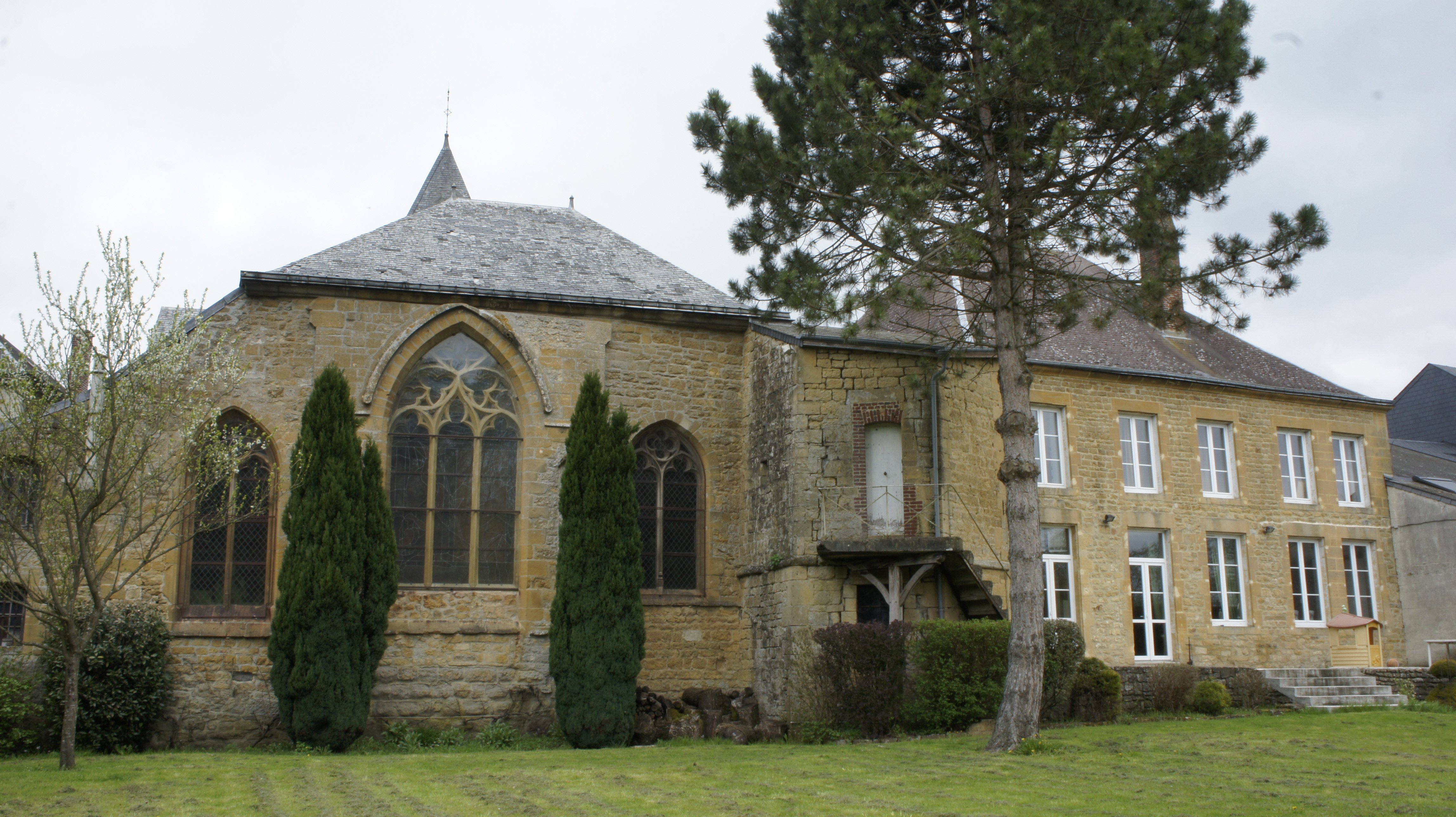
Le jardin et l'arrière de l'église.

La première travée, correspondant au portail et à la tour-porche, semble remonter à l'époque romane. L'extérieur de la tour-porche a été aménagé et défiguré. À l'intérieur, toutefois, l'architecture romane a été conservée avec de puissants arcs à impostes tendus entre les murs massifs portant la tour. 
Le reste de la nef est de style gothique. Les nervures des voutes retombent, en s'enchevêtrant, sur des chapiteaux ronds du XVIe siècle à feuillages et têtes sculptées. Les deux travées du chœur ont des voutes plus basses que la nef et sont un peu antérieures.
Des verrières représentaient sur un premier vitrail saint Jean-Baptiste, sur un deuxième saint Nicolas et sur un troisième  sainte Barbe. Ces vitraux, de l'école hollandaise, ont été réduits en fragments, durant la Première Guerre mondiale. Les fragments recueillis ont été entreposés à la mairie de Warcq, puis replacés entre 1930 et 1945 dans une baie de l'abside. De nouveaux vitraux ont été installés en 2008.

## Localisation
L'église est située sur la commune de Warcq, dans le département français des Ardennes.

## Historique
Le bourg de Warcq fait partie au Moyen Âge du comté de Chiny, avant d'être acquis par Louis de Mâle, comte de Flandre et de Rethel. En 1306, la paroisse est la plus importante des 23 paroisses de l'ancien doyenné de Launois. Cette paroisse est rattachée à l'abbé de Saint-Hubert. Une statue en bois du sculpteur Franot et un buste-reliquaire de saint Hubert, patron de la ville de Liège et patron des chasseurs, existaient, tous les deux du XVIIIe siècle, mais seul le buste-reliquaire est resté sur place aujourd'hui,. 
Le bâtiment a souffert des inondations de la Meuse. En 1776, l'archevêque de Reims doit l'interdire aux offices, durant cinq ans, pour mener à bien des réfections.
L'édifice est classé au titre des monuments historiques en 1927.